# José Miguel Cubero
José Miguel Cubero Loría (Sarchí, Alajuela, Costa Rica, 14 de febrero de 1987) es un exfutbolista costarricense dueño de A. D. Sarchí de la Segunda División de Costa Rica.

## Trayectoria

### Inicios
Nació el 14 de febrero de 1987 en Sarchí de Alajuela. La zona en que vivió la mayor parte de la infancia fue diferente a la ciudad, ya que constituye un pueblo pequeño con costumbres diferentes. Sus padres y su hermana lo apoyaron desde el inicio y Cubero tuvo claro su deseo de practicar profesionalmente el fútbol, aunque su madre le recomendaba siempre estudiar para asegurar un buen futuro.
José Miguel, para poder asistir a los entrenamientos en Heredia, necesitó viajar en aproximadamente tres autobuses todos los días; la trayectoria era muy larga, donde sentía miedo e inseguridad pero aún poseía la ilusión de participar en un club de la máxima categoría. Pasó momentos difíciles ya que su familia tenía limitaciones en recursos. Posteriormente, se le dio la oportunidad de formar parte del alto rendimiento del Herediano, y aunque estudió en un colegio técnico de Sarchí, donde el tiempo para entrenar fue escaso, optó por estudiar en la sección nocturna. Con esta decisión, sus padres le apoyaron y Cubero siguió con el deporte, siempre y cuando no dejara de formarse académicamente.

### C. S. Herediano
El 2 de enero de 2006, el entrenador Carlos Watson incorporó a Cubero al primer equipo de Herediano junto al volante Marvin Angulo. Hizo su debut el 25 de marzo en el partido que enfrentó como local a Santacruceña. José apareció en el once inicial y completó la totalidad de los minutos en la victoria por 2-0. En el Torneo de Clausura tuvo otra aparición más en la derrota 3-2 frente a Ramonense.

### Puntarenas F. C.
Cubero salió en condición de préstamo por un torneo a Puntarenas. Debutó el 15 de agosto de 2009 por la tercera fecha del Campeonato de Invierno contra Liberia. El centrocampista fue titular los 90 minutos y su equipo perdió por 3-1. El 28 de diciembre alcanzó el subcampeonato tras perder la final en penales ante el Brujas.

### C. S. Herediano
El 29 de diciembre de 2009, fue anunciado su regreso al cuadro Herediano luego de su paso por Puntarenas. Inició el Campeonato de Verano 2010 siendo titular en la derrota 1-0 contra Alajuelense. Marcó el primer gol de su carrera el 4 de abril sobre la Universidad de Costa Rica, para colocar el empate transitorio al minuto 25'. El conjunto rojiamarillo obtuvo la victoria de visita por 1-2. El 11 de abril concretó un tanto en el triunfo 2-0 frente al Brujas. Terminó su primera campaña con catorce apariciones.
El 19 de diciembre de 2010, se conformó con el segundo lugar Campeonato de Invierno al perder en penales contra Alajuelense. El 18 de diciembre de 2011 se hace con el subcampeonato de Invierno nuevamente frente al conjunto rojinegro, serie en la que Cubero falló uno de los lanzamientos de penal.
El 19 de mayo de 2012 tuvo su reivindicación y ganó la serie final sobre el Santos de Guápiles para lograr el título, donde Cubero anotó un gol en el juego de ida.
Para la siguiente temporada, el 22 de julio de 2012 pierde la Supercopa de Costa Rica y el 22 de diciembre de ese año la final de Invierno de nuevo frente a Alajuelense. Durante el partido sufrió una fractura del quinto metatarsiano del pie derecho que lo mantuvo alejado por todo el siguiente torneo.
El 25 de abril de 2013, firmó la renovación de su contrato para un periodo de tres años más. El 25 de mayo alcanzó su segundo título en el Campeonato de Verano, luego de derrotar al Cartaginés en la tanda de penales.
El 22 de diciembre de 2013 volvió a quedarse con el subtítulo del Campeonato de Invierno frente a Alajuelense en penales —tras los empates sin anotaciones en los tiempos regulares—.

### Blackpool F. C.
El 27 de julio de 2014, se hace oficial su fichaje en el Blackpool de Inglaterra por tres temporadas. Su presentación se dio el 31 de julio con la dorsal «22». Debutó en la Championship el 27 de septiembre y fue titular los 90 minutos en la derrota 1-3 frente al Norwich City. El 6 de abril de 2015 su equipo perdió la posibilidad de mantener la categoría.
Disputó parte de su segunda temporada en la Football League One y alcanzó siete participaciones. El 15 de diciembre de 2015, el volante recibió el aval de su club para marcharse a partir de enero y valoró ofertas de equipos europeos, de Estados Unidos y de un posible regreso a Costa Rica.

### C. S. Herediano
Cubero fue pretendido por el Deportivo Saprissa y estuvo cerca de cerrar la negociación con el cuadro morado. Sin embargo, el 12 de enero de 2016, el volante rechazó la oferta para firmar de nuevo con el Herediano. Su partido de regreso vistiendo la camiseta rojiamarilla se dio el 23 de enero por la segunda fecha del Campeonato de Verano, tras sustituir a Yosimar Arias al minuto 56' en la victoria 2-0 sobre el Uruguay de Coronado. El 14 de mayo fue determinante al anotar uno de los goles ante Alajuelense por la final de vuelta para proclamarse campeón.
El 21 de mayo de 2017, se hace con el título del Verano tras derrotar en los dos juegos de la final al Deportivo Saprissa.

### C. D. Alcoyano
El 29 de julio de 2017, se oficializó la llegada del jugador a préstamo en el Alcoyano de España, equipo al que se unió por un año. Se estrenó en la Segunda División "B" el 3 de septiembre luego de ingresar de variante por Pau Bosch al comienzo del segundo tiempo. Su conjunto perdió 1-2 a domicilio frente al Cornellà. En la liga alcanzó siete participaciones y el 29 de diciembre el club ratifica su desvinculación.

### L. D. Alajuelense
El 20 de diciembre de 2017, el equipo Alajuelense llegó a un acuerdo de préstamo con Herediano para que Cubero se convirtiera en nuevo refuerzo liguista. Debutó en el Torneo de Clausura 2018 el 10 de enero contra Limón, ingresando con la dorsal «8» por el lesionado Roberto Chen en apenas cuatro minutos de iniciado el partido, y se desempeñó como defensa central en la victoria 1-0. Convirtió su primer gol el 22 de abril sobre el Deportivo Saprissa en el primer encuentro de la cuadrangular. En la competición obtuvo la regularidad de veintiséis apariciones.
Aunque le restaba un torneo más de préstamo con los rojinegros, el 27 de julio de 2018 se volvió ficha del equipo y firmó su renovación hasta diciembre de 2020.
El 21 de diciembre de 2019 se conformó con el subcampeonato del Torneo de Apertura tras la pérdida de la gran final en penales contra Herediano. El 11 de febrero de 2020 extendió su contrato hasta 2021.
El 20 de diciembre de 2020, Cubero se proclamó campeón del Torneo de Apertura al derrotar a Herediano en las dos finales con marcadores de 1-0. El 3 de febrero de 2021, José conquistó su segundo título en el club tras vencer al Deportivo Saprissa por 3-2 en la final de Liga Concacaf.

## Selección nacional

### Categorías inferiores
El 6 de agosto de 2006, Cubero fue incluido en la lista de la Selección Sub-20 de Costa Rica de Geovanny Alfaro para desarrollar la etapa eliminatoria al Torneo de la Concacaf. Su debut se produjo el 11 de agosto en el Estadio Carlos Miranda contra el combinado de Nicaragua. José fue titular en todo el partido y completó la totalidad de los minutos en la victoria abultada de 1-7. Dos días después, puso un pase a gol frente a Honduras mientras que el resultado acabó empatado a dos tantos. Su país se clasificó al certamen de la confederación como líder de su grupo.
El 1 de febrero de 2007, el técnico Alfaro convocó a Cubero para actuar en el Torneo Sub-20 de la Concacaf, en busca de un boleto mundialista. El 21 de febrero de 2007 debuta en la primera fecha de la competencia, al ser titular los 90 minutos en la victoria por 0-2 sobre Jamaica en el Estadio Banorte. Dos días después, fue estelar en el triunfo 3-2 contra San Cristóbal y Nieves, y el 25 de febrero alcanzó la totalidad de los minutos para el empate 1-1 ante México. La escuadra costarricense consiguió el boleto a la Copa Mundial de la categoría.
José Miguel entró en la convocatoria de Alfaro para efectuar la Copa Mundial Sub-20 de 2007 en Canadá. El 1 de julio fue titular en la derrota 1-0 contra Nigeria. El 4 de julio nuevamente apareció como estelar, pero su escuadra perdió 1-0 esta vez frente a Japón. La participación de su escuadra concluyó en la última fecha del grupo el 7 de julio, la cual culminó en victoria 1-2 sobre Escocia.

#### Participaciones en inferiores
| Evento                            | Sede   | Resultado      | Posición | Partidos | Goles |
| --------------------------------- | ------ | -------------- | -------- | -------- | ----- |
| Torneo Sub-20 de la Concacaf 2007 | México | Clasificado    | 2.ª      | 3        | 0     |
| Copa Mundial Sub-20 de 2007       | Canadá | Fase de grupos | 17/24    | 3        | 0     |

### Selección absoluta
Su debut con la Selección de Costa Rica se produjo el 11 de agosto de 2010, en el amistoso celebrado en Asunción contra el combinado de Paraguay. Cubero alineó como titular del entrenador interino Ronald González, salió de cambio por Óscar Esteban Granados al minuto 76' y el resultado se consumió en derrota 2-0.
El 7 de enero de 2011, con Ricardo La Volpe en el puesto de estratega, José fue incluido en la nómina que afrontó la Copa Centroamericana. Debutó el 14 de enero jugando los últimos veinticuatro minutos del empate 1-1 ante Honduras en el Estadio Rommel Fernández. Dos días después repitió su rol de recambio para la victoria 0-2 sobre Guatemala. El 21 de enero su selección superó a Panamá en penales por las semifinales y el 23 de enero se conformó con el subcampeonato tras caer en la final contra Honduras.
El 20 de mayo de 2011, La Volpe convocó a Cubero para la realización de la Copa de Oro de la Concacaf, la cual tuvo lugar en Estados Unidos. El centrocampista fue suplente en todos los partidos mientras que su selección llegó hasta la instancia de cuartos de final, perdiéndola en penales frente a Honduras.
El 13 de junio de 2011, el volante volvió a ser tomado en cuenta por el estratega en la disputa de la Copa América. Debutó el 2 de julio en el Estadio 23 de Agosto contra Colombia, al ingresar de cambio por David Guzmán en la pérdida por 1-0. El 7 de julio su equipo ganó por 0-2 a Bolivia y cuatro días después se presentó la derrota de 3-0 ante Argentina, con estos resultados quedando eliminado en primera fase.
El 22 de diciembre de 2011, José Miguel convirtió su primer gol como internacional en el amistoso contra Venezuela, donde aprovechó un error del guardameta para concretar al minuto 53' el tanto de la victoria por 0-2.
El 12 de junio de 2012, el jugador tuvo su debut en la eliminatoria mundialista de Concacaf frente a Guyana, donde completó la totalidad de los minutos. Marcó su primer gol el 12 de octubre en el decisivo juego contra El Salvador. El 10 de septiembre de 2013, con el empate 1-1 frente a Jamaica, el cuadro costarricense selló su clasificación directa al Mundial de Brasil 2014.

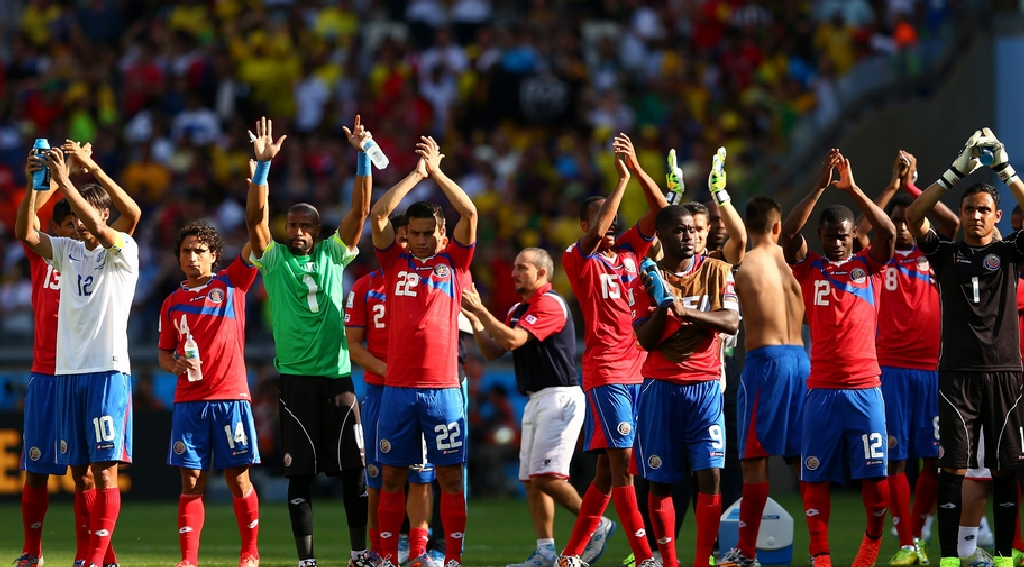
Cubero (dorsal 22) tras finalizar la fase de grupos del Mundial 2014.

El 12 de mayo de 2014, el entrenador de la selección costarricense, Jorge Luis Pinto, incluyó a Cubero en la convocatoria preliminar con miras a la Copa Mundial de Brasil. Finalmente, fue confirmado en la nómina definitiva de veintitrés jugadores el 30 de mayo. El 14 de junio fue la primera fecha del certamen máximo, en la que su grupo enfrentó a Uruguay en el Estadio Castelão de Fortaleza. José entró de cambio por Yeltsin Tejeda al minuto 74' y pese a tener el marcador en contra, su nación logró revertir la situación y ganó con cifras de 1-3. El 20 de junio, en la Arena Pernambuco contra Italia, el volante repetiría su posición de recambio en la victoria ajustada 0-1. Para el compromiso de cuatro días después ante Inglaterra en el Estadio Mineirão, el resultado se consumió empatado sin goles. El 29 de junio, por los octavos de final contra Grecia, la serie se llevó a los penales para decidir al clasificado y su conjunto triunfó mediante las cifras de 5-3. Su participación concluyó el 5 de julio, con 23 minutos de acción en la pérdida en penales contra Países Bajos, después de haber igualado 0-0 en el tiempo regular.
El 25 de agosto de 2014, el director técnico Paulo Wanchope incluyó a Cubero en su nómina para desarrollar la Copa Centroamericana en Estados Unidos. El centrocampista fue titular en los dos partidos del grupo contra Nicaragua y Panamá, así como en la final ante Guatemala, serie que ganó su selección para proclamarse campeón.
El 23 de junio de 2015, el estratega Paulo Wanchope entregó la lista de convocados para enfrentar la Copa de Oro de la Concacaf, de la cual José Miguel fue incluido. Participó en dos de los tres juegos de la fase de grupos que concluyeron en empates contra Jamaica (2-2), El Salvador (1-1) y Canadá (0-0). El 19 de julio, alcanzó la totalidad de los minutos en la pérdida 1-0 en tiempo suplementario ante México, por la serie de cuartos de final.
Con Ronald González de estratega en 2019, el volante volvió a tener participación en los últimos dos partidos de la fase de grupos de la Liga de Naciones de la Concacaf, entrando de cambio en los duelos frente a Curazao (1-2) y Haití (empate 1-1).

#### Participaciones internacionales
| Evento                          | Sede                                | Resultado        | Posición | Partidos | Goles |
| ------------------------------- | ----------------------------------- | ---------------- | -------- | -------- | ----- |
| Copa Centroamericana 2011       | Panamá                              | Subcampeón       | 2/7      | 4        | 0     |
| Copa de Oro de la Concacaf 2011 | Estados Unidos                      | Cuartos de final | 6/12     | 0        | 0     |
| Copa América 2011               | Argentina                           | Fase de grupos   | 9/12     | 3        | 0     |
| Copa Centroamericana 2014       | Estados Unidos                      | Campeón          | 1/7      | 3        | 0     |
| Copa de Oro de la Concacaf 2015 | Estados Unidos · Canadá             | Cuartos de final | 7/12     | 3        | 0     |
| Liga de Naciones 2019-20        | América del Norte, Central y Caribe | Cuarto lugar     | 4/12     | 2        | 0     |

#### Participaciones en eliminatorias
| Evento                     | Sede   | Resultado   | Posición | Partidos | Goles |
| -------------------------- | ------ | ----------- | -------- | -------- | ----- |
| Clasificación Mundial 2014 | Brasil | Clasificado | 2.ª      | 9        | 1     |

#### Participaciones en Copas del Mundo
| Mundial              | Sede   | Resultado        | Partidos | Goles |
| -------------------- | ------ | ---------------- | -------- | ----- |
| Copa Mundial de 2014 | Brasil | Cuartos de final | 4        | 0     |

## Estadísticas

### Clubes
Actualizado al último partido jugado el 19 de junio de 2022.
| C. S. Herediano Costa Rica |               |               |     |    |   |    |    |     |     |    |
| 1.ª | 2005-06       | 2             | 0   | —  | — | —  | —  | 2   | 0   |    |
| 1.ª | 2006-07       | 0             | 0   | —  | — | —  | —  | 0   | 0   |    |
| 1.ª | 2007-08       | 0             | 0   | —  | — | —  | —  | 0   | 0   |    |
| 1.ª | 2008-09       | 0             | 0   | —  | — | —  | —  | 0   | 0   |    |
| Total club | Total club    | 2             | 0   | —  | — | —  | —  | 2   | 0   |    |
| Puntarenas F. C. Costa Rica |               |               |     |    |   |    |    |     |     |    |
| 1.ª | 2009          | 17            | 0   | —  | — | —  | —  | 17  | 0   |    |
| Total club | Total club    | 17            | 0   | —  | — | —  | —  | 17  | 0   |    |
| C. S. Herediano Costa Rica |               |               |     |    |   |    |    |     |     |    |
| 1.ª | 2010          | 14            | 2   | —  | — | —  | —  | 14  | 2   |    |
| 1.ª | 2010-11       | 34            | 3   | —  | — | —  | —  | 34  | 3   |    |
| 1.ª | 2011-12       | 40            | 4   | —  | — | 6  | 0  | 46  | 4   |    |
| 1.ª | 2012-13       | 19            | 4   | 1  | 0 | 4  | 0  | 24  | 4   |    |
| 1.ª | 2013-14       | 42            | 2   | 0  | 0 | 2  | 0  | 44  | 2   |    |
| Total club | Total club    | 149           | 15  | 1  | 0 | 12 | 0  | 162 | 15  |    |
| Blackpool F. C. Inglaterra |               |               |     |    |   |    |    |     |     |    |
| 2.ª | 2014-15       | 12            | 0   | 0  | 0 | —  | —  | 12  | 0   |    |
| 3.ª | 2015-16       | 7             | 0   | 4  | 0 | —  | —  | 11  | 0   |    |
| Total club | Total club    | 19            | 0   | 4  | 0 | —  | —  | 23  | 0   |    |
| C. S. Herediano Costa Rica |               |               |     |    |   |    |    |     |     |    |
| 1.ª | 2016          | 20            | 1   | —  | — | —  | —  | 20  | 1   |    |
| 1.ª | 2016-17       | 38            | 3   | —  | — | 3  | 0  | 41  | 3   |    |
| Total club | Total club    | 58            | 4   | —  | — | 3  | 0  | 61  | 4   |    |
| C. D. Alcoyano España |               |               |     |    |   |    |    |     |     |    |
| 3.ª | 2017          | 7             | 0   | 1  | 0 | —  | —  | 8   | 0   |    |
| Total club | Total club    | 7             | 0   | 1  | 0 | —  | —  | 8   | 0   |    |
| L. D. Alajuelense Costa Rica |               |               |     |    |   |    |    |     |     |    |
| 1.ª | 2018          | 26            | 1   | —  | — | —  | —  | 26  | 1   |    |
| 1.ª | 2018-19       | 28            | 3   | —  | — | —  | —  | 28  | 3   |    |
| 1.ª | 2019-20       | 41            | 5   | —  | — | —  | —  | 41  | 5   |    |
| 1.ª | 2020-21       | 18            | 0   | —  | — | 4  | 0  | 22  | 0   |    |
| 1.ª | 2021-22       | 33            | 2   | 0  | 0 | 1  | 0  | 34  | 2   |    |
| Total club | Total club    | 146           | 11  | 0  | 0 | 5  | 0  | 151 | 11  |    |
| Total carrera | Total carrera | Total carrera | 398 | 30 | 6 | 0  | 20 | 0   | 424 | 30 |
| (1) Incluye datos de la Supercopa de Costa Rica (2012-21) / Torneo de Copa (2013) / FA Cup (2014-15) / EFL Cup (2014-15) / EFL Trophy (2015) / Copa del Rey (2017). (2) Incluye datos de la Liga de Campeones de la Concacaf (2011-21) / Liga Concacaf (2021-21). (3) No incluye goles en partidos amistosos. |               |               |     |    |   |    |    |     |     |    |

### Selección
Actualizado al último partido jugado el 17 de noviembre de 2019.
| Costa Rica |                 |    |   |   |   |   |   |    |    |    |   |
| 2010 | —               | —  | — | — | — | — | 3 | 0  | 3  | 0  |   |
| 2011 | 7               | 0  | — | — | — | — | 6 | 1  | 13 | 1  |   |
| 2012 | —               | —  | 5 | 1 | — | — | 5 | 0  | 10 | 1  |   |
| 2013 | —               | —  | 4 | 0 | — | — | 1 | 0  | 5  | 0  |   |
| 2014 | 3               | 0  | — | — | 4 | 0 | 5 | 0  | 12 | 0  |   |
| 2015 | 3               | 0  | — | — | — | — | 3 | 0  | 6  | 0  |   |
| 2018 | —               | —  | — | — | — | — | 2 | 0  | 2  | 0  |   |
| 2019 | 2               | 0  | — | — | — | — | 1 | 0  | 3  | 0  |   |
| Total selección | Total selección | 15 | 0 | 9 | 1 | 4 | 0 | 26 | 1  | 54 | 2 |
| (1) Incluye datos de la Copa Centroamericana (2011-14) / Copa Oro de la Concacaf (2011-15) / Copa América (2011) / Liga de Naciones Concacaf (2019). (2) Incluye datos de la Eliminatoria de Concacaf para la Copa Mundial (2012-13). (3) Incluye datos de la Copa Mundial (2014). |                 |    |   |   |   |   |   |    |    |    |   |

#### Goles internacionales
| Núm. | Fecha                   | Lugar                                        | Rival       | Gol | Resultado | Competición                  |
| ---- | ----------------------- | -------------------------------------------- | ----------- | --- | --------- | ---------------------------- |
| 1    | 22 de diciembre de 2011 | Estadio Metropolitano, Lara, Venezuela       | Venezuela   | 0-2 | 0-2       | Amistoso                     |
| 2    | 12 de octubre de 2012   | Estadio Cuscatlán, San Salvador, El Salvador | El Salvador | 0-1 | 0-1       | Eliminatoria al Mundial 2014 |

## Palmarés

### Títulos nacionales
| Título                         | Club              | País       | Año  |
| ------------------------------ | ----------------- | ---------- | ---- |
| Primera División de Costa Rica | C. S Herediano    | Costa Rica | 2012 |
| Primera División de Costa Rica | C. S Herediano    | Costa Rica | 2013 |
| Primera División de Costa Rica | C. S Herediano    | Costa Rica | 2016 |
| Primera división de Costa Rica | C. S Herediano    | Costa Rica | 2017 |
| Primera División de Costa Rica | L. D. Alajuelense | Costa Rica | 2020 |

### Títulos internacionales
| Título               | Equipo                  | Sede           | Año  |
| -------------------- | ----------------------- | -------------- | ---- |
| Copa Centroamericana | Selección de Costa Rica | Estados Unidos | 2014 |
| Liga Concacaf        | L. D. Alajuelense       | Alajuela       | 2021 |

## Vida privada
Es propietario del equipo de A. D. Sarchí de la Segunda División de Costa Rica desde el 2021.